# Gesamtministerium Buck III

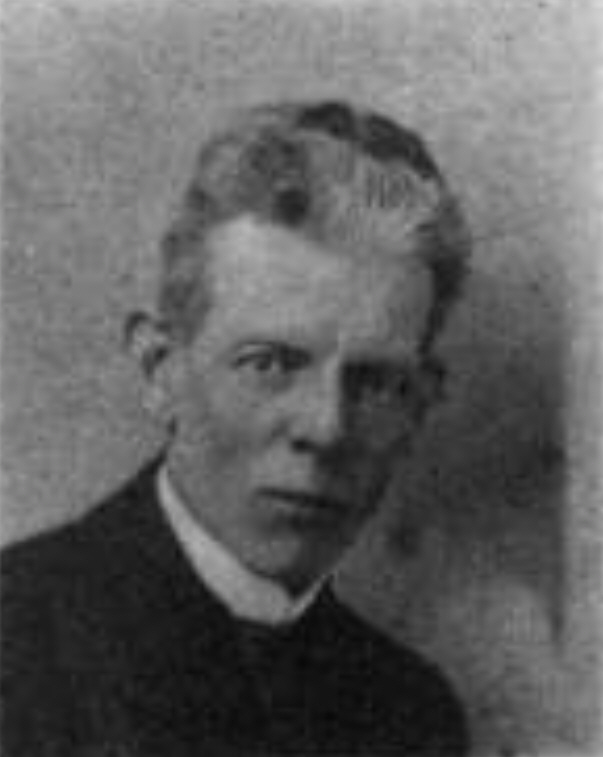
Wilhelm Buck

Das Kabinett Buck III bildete vom 5. Dezember 1922 bis 21. März 1923 die Landesregierung von Sachsen.
| Amt                  | Name                                 | Partei |
| -------------------- | ------------------------------------ | ------ |
| Ministerpräsident    | Wilhelm Buck                         | SPD    |
| Inneres              | Richard Lipinski bis 2. Februar 1923 | SPD    |
| Finanzen             | Max Heldt                            | SPD    |
| Justiz               | Erich Zeigner                        | SPD    |
| Wirtschaft           | Alfred Fellisch                      | SPD    |
| Arbeit und Wohlfahrt | Paul Ristau                          | SPD    |
| Volksbildung         | Hermann Fleißner                     | SPD    |